# Toyota Boshoku France
Toyota Boshoku France est une usine de l'équipementier japonais Toyota Boshoku, située à Onnaing, dans le Nord, en France. L'usine est créée au milieu des années 2000, et implantée juste à côté de l'usine Toyota d'Onnaing. La production débute à l'automne 2006.

## Historique
Toyota Boshoku France, abrégé en « TBF », est une filiale de Toyota Boshoku Europe.
Un bâtiment de quatre-mille mètres carrés est construit sur un terrain de seize hectares au milieu des années 2000. Des presses à injecter sont utilisées pour fabriquer des boucliers avants et arrières. 
L'investissement représente sept millions d'euros. Il s'agit de la première usine fabricant des pare-chocs installée à l'extérieur du Japon et sa première implantation en France.

## Direction
Le président de Toyota Boshoku France est depuis le 23 mars 2022 Junichi Hishida, président également de Toyota Boshoku Somain. Masahiro Fukamoto l'a précédé.

## Données financières
L'année fiscale japonaise débute le 1er avril et prend fin le 31 mars.
Évolution du chiffre d'affaires 

8 239 800 € (2016)
8 189 989 € (2017)
9 330 539 € (2018)
9 604 586 € (2019)
12 805 693 € (2020)
11 847 767 € (2021)
12 908 301 € (2022)
11 572 113 € (2023)
10 565 094 € (2024)
Évolution du résultat net 

226 643 € (2016)
483 773 € (2017)
974 226 € (2018)
794 045 € (2019)
882 941 € (2020)
1 753 051 € (2021)
2 159 011 € (2022)
1 775 744 € (2023)
1 256 616 € (2024)